# Annika Sandelin
Annika Heidi Marianne Sandelin-Lindberg, född 3 juni 1972 i Helsingfors, är en finländsk författare.
Annika Sandelin var en av tolv deltagare  2001-02 i Åbo Akademis första författarutbildning Litterärt skapande. Hon har skrivit många barn- och ungdomsböcker. Flera av böckerna har illustrerats av Linda Bondestam.